# 拉帕利斯
拉帕利斯（法語：Lapalisse，法語發音：[lapalis]），法国中部城市，奥弗涅-罗讷-阿尔卑斯大区阿列省的一个市镇，隶属于维希区，其市镇面积为33.01平方公里，2022年1月1日时人口数量为3,127人，在法国城市中排名第3,548位。
拉帕利斯位于阿列省东南部，贝布尔河畔，是一个区域性的中心城市，1942年以前为该省的一个副省会，因其境内的同名城堡而闻名。

## 地名来源
根据法国地名学家埃内斯特·内格尔的论述，“帕利斯”可能出自拉丁语“pellis”，意为“栅栏”，此处可能与当地的博卡日自然景观有关。此外，根据当地官方网站的论述，拉帕利斯在法国大革命以前曾被写作“La Palice”或“La Palisse”。

## 历史

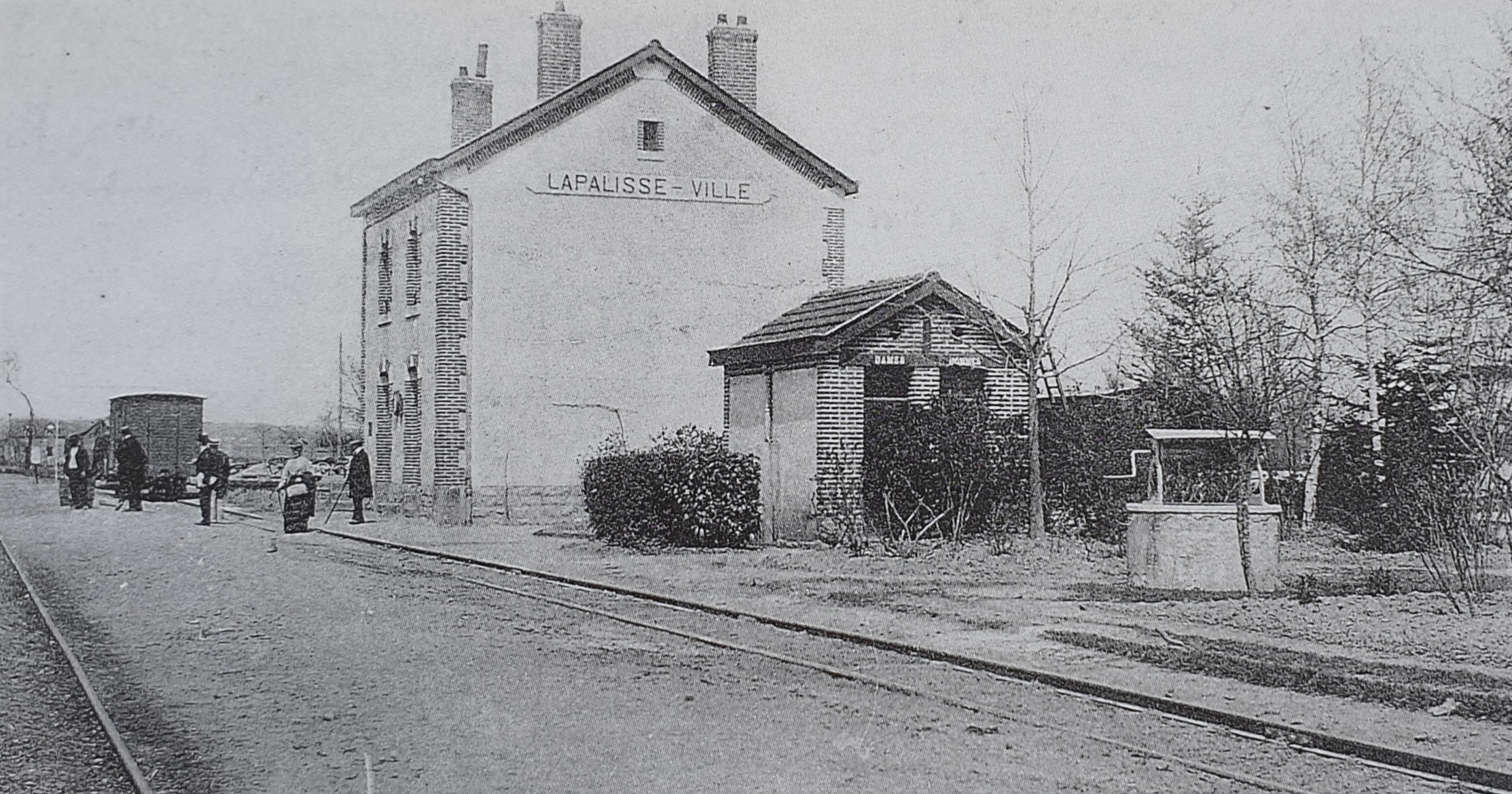
19世纪末的拉帕利斯火车城站

拉帕利斯所在的贝布尔河谷地区曾发现新石器时期的人类活动遗迹，当地聚落则形成于中世纪中期。约公元13世纪时，一个来自福雷的家族开始统治此地，其家族成员在贝布尔河右岸建造了家族宅邸，后几经扩建成为拉帕利斯城堡。1429年，夏尔一世·德·波旁购买了拉帕利斯，后又于1431年转让给了沙巴纳家族。17世纪时，拉帕利斯被拉吉什家族继承，在当地领主克洛德·马克西米利安（Claude Maximilien）的支持下，拉帕利斯于1656年兴建了一处神学院。1753年，为了使得里昂公路能够通过拉帕利斯，当地的城墙部分被拆除。法国大革命后，拉帕利斯成为阿列省的一个市镇，并在1790至1800年间为该省的一个地区行署，后改建为副省会。1794年，吕比耶（Lubiers）整体并入拉帕利斯。1857年，途经拉帕利斯的莫雷－里昂铁路建成通车，该铁路后成为了纵贯法国中部的重要铁路通道。1893年，栋皮埃尔－拉帕利斯铁路建成，该铁路仅运行不到十年即废弃。1897年，拉帕利斯施洗约翰教堂（Église Saint-Jean-Baptiste）建成。第二次世界大战期间，纳粹德国扶植的傀儡政权将首府定制于维希，拉帕利斯副省政府被撤销，原拉帕利斯区被更名为维希区，这一行政区划在二战后得以延续。20世纪50年代，随着带薪休假及私人汽车的兴起，大批巴黎地区的居民在假期驾车通过法国国道7线前往地中海及阿尔卑斯地区，而拉帕利斯段则因道路相对曲折而成为一处堵点。2011年，拉帕利斯外绕过境公路建成通车。2012年，拉帕利斯火车站关闭。

## 地理

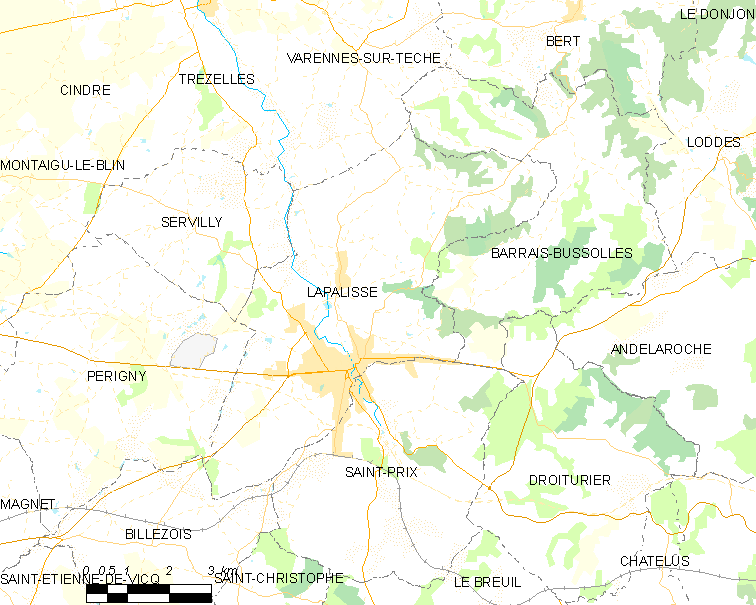
拉帕利斯市镇范围地图

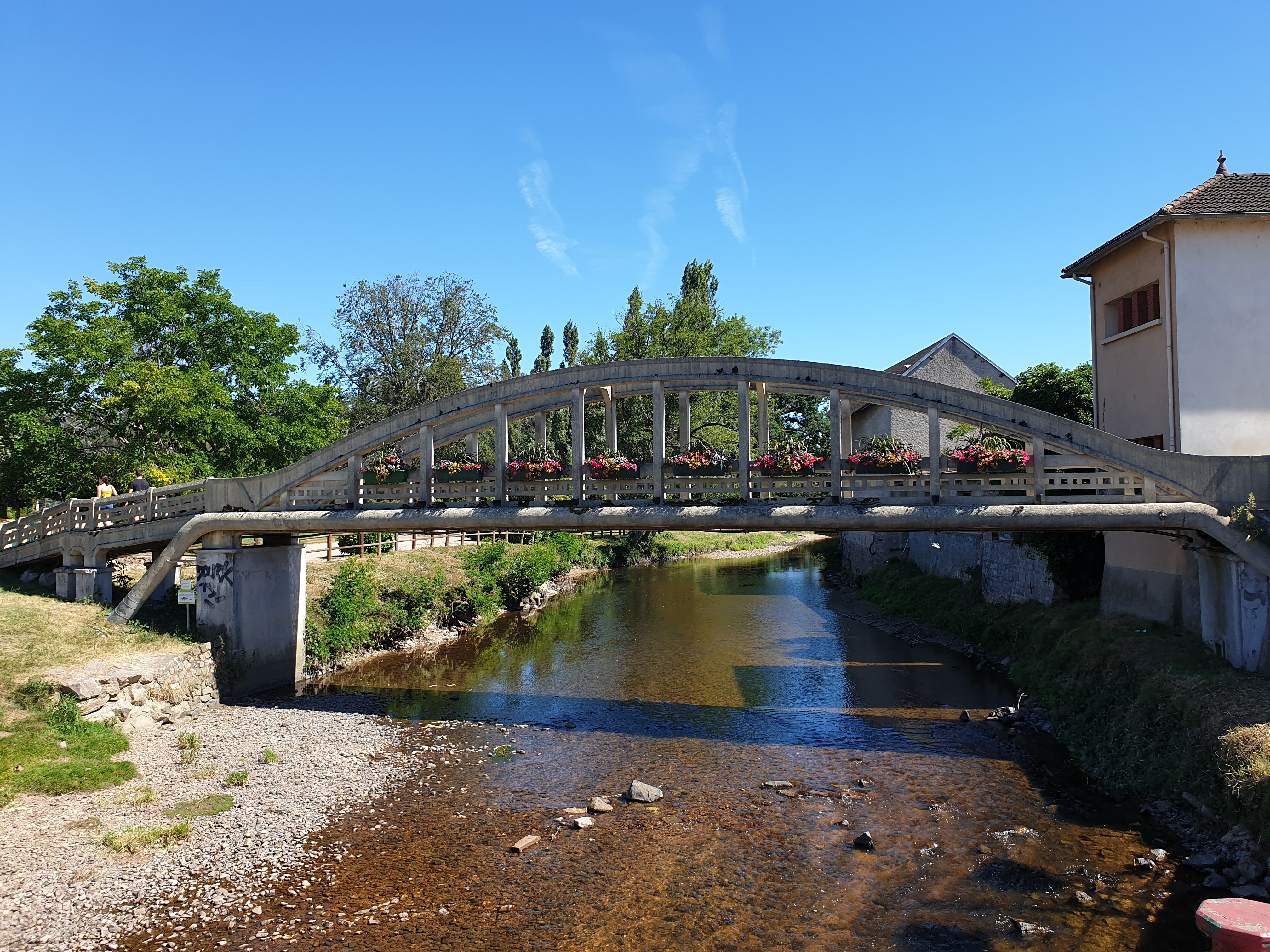
流经拉帕利斯的贝布尔河

拉帕利斯位于法国中部，奥弗涅-罗讷-阿尔卑斯大区西北部和阿列省东南部，距离省会穆兰大约48公里。与拉帕利斯接壤的市镇包括：塞尔维利、泰什河畔瓦雷讷、巴赖-比索勒、佩里尼、比勒祖瓦和圣普里。

### 地形
拉帕利斯位于法国中央高原北部，福雷山的北部延伸地带，境内以浅丘为主，市镇中心地势较为平坦，全境海拔在264到465米之间。

### 水文
拉帕利斯位于卢瓦尔河流域范围内，贝布尔河自南向北流经镇中心，市区西南部则有莫里斯湖（Bassin de Maurice），其四周被人工开辟为城市休闲绿地。

### 植被
拉帕利斯属于温带阔叶混交林区，林地主要分布于河流附近，其中靠近城堡的河流右岸开阔地带被人工开辟为“花儿公园”（Parc Floral）。
在鲜花城市的评比中，拉帕利斯被评为2星级鲜花城市。

### 气候
拉帕利斯在柯本气候分类法中属于带有大陆性特征的温带海洋性气候。
距离拉帕利斯最近的常年气象站位于维希境内，以下为该气象站的数据：
| 维希 1981年－2022年 | 维希 1981年－2022年 | 维希 1981年－2022年 | 维希 1981年－2022年 | 维希 1981年－2022年 | 维希 1981年－2022年 | 维希 1981年－2022年 | 维希 1981年－2022年 | 维希 1981年－2022年 | 维希 1981年－2022年 | 维希 1981年－2022年 | 维希 1981年－2022年 | 维希 1981年－2022年 | 维希 1981年－2022年 |
| 月份                | 1月                 | 2月                 | 3月                 | 4月                 | 5月                 | 6月                 | 7月                 | 8月                 | 9月                 | 10月                | 11月                | 12月                | 全年                |
| ------------------- | ------------------- | ------------------- | ------------------- | ------------------- | ------------------- | ------------------- | ------------------- | ------------------- | ------------------- | ------------------- | ------------------- | ------------------- | ------------------- |
| 历史最高温 °C（°F） | 19.2 (66.6)         | 25.7 (78.3)         | 27 (81)             | 30.8 (87.4)         | 33.5 (92.3)         | 39.7 (103.5)        | 41.3 (106.3)        | 40.6 (105.1)        | 36.4 (97.5)         | 30.6 (87.1)         | 26.2 (79.2)         | 21.7 (71.1)         | 41.3 (106.3)        |
| 平均高温 °C（°F）   | 7.4 (45.3)          | 9 (48)              | 13 (55)             | 15.8 (60.4)         | 20 (68)             | 23.5 (74.3)         | 26.4 (79.5)         | 26.1 (79.0)         | 22.2 (72.0)         | 17.6 (63.7)         | 11.2 (52.2)         | 7.8 (46.0)          | 16.7 (62.1)         |
| 日均气温 °C（°F）   | 3.5 (38.3)          | 4.4 (39.9)          | 7.4 (45.3)          | 9.8 (49.6)          | 14 (57)             | 17.4 (63.3)         | 19.9 (67.8)         | 19.5 (67.1)         | 16 (61)             | 12.4 (54.3)         | 7 (45)              | 4.1 (39.4)          | 11.3 (52.3)         |
| 平均低温 °C（°F）   | −0.4 (31.3)         | −0.2 (31.6)         | 1.9 (35.4)          | 3.9 (39.0)          | 8.1 (46.6)          | 11.2 (52.2)         | 13.3 (55.9)         | 12.9 (55.2)         | 9.8 (49.6)          | 7.3 (45.1)          | 2.8 (37.0)          | 0.4 (32.7)          | 5.9 (42.6)          |
| 历史最低温 °C（°F） | −26.9 (−16.4)       | −24 (−11)           | −13.3 (8.1)         | −7.3 (18.9)         | −4.2 (24.4)         | −0.2 (31.6)         | 3.7 (38.7)          | 1 (34)              | −2 (28)             | −9 (16)             | −11.3 (11.7)        | −18.5 (−1.3)        | −26.9 (−16.4)       |
| 平均降水量 mm（）   | 46.8 (1.84)         | 39.8 (1.57)         | 44.2 (1.74)         | 69.3 (2.73)         | 98.2 (3.87)         | 78.2 (3.08)         | 71.6 (2.82)         | 74.2 (2.92)         | 75.4 (2.97)         | 68 (2.7)            | 63.3 (2.49)         | 50.5 (1.99)         | 779.5 (30.69)       |
| 月均日照時數        | 78.1                | 94.8                | 153.7               | 175.4               | 203.4               | 225                 | 248.9               | 238.3               | 183.5               | 128.1               | 76.7                | 55.9                | 1,861.8             |
| 来源：infoclimat.fr |                     |                     |                     |                     |                     |                     |                     |                     |                     |                     |                     |                     |                     |

## 行政区划
拉帕利斯的市镇编号为03138，邮政编号为03120。
在行政管理方面，拉帕利斯隶属于法国奥弗涅-罗讷-阿尔卑斯大区阿列省维希区；在地方选举方面，拉帕利斯是拉帕利斯县的中央投票站所在地，其市镇范围全境被划入阿列省第三选区；在社会管理方面，拉帕利斯是拉帕利斯地区市镇公共社区的办公驻地。
截至2023年3月，拉帕利斯市镇范围内暂无城市敏感街区及城市政策优先街区。
法国国家统计与经济研究所（简称）在进行数据统计时，将拉帕利斯单独设为拉帕利斯城市核心区（2020年起圣普里亦被划入）以及拉帕利斯城市区（Aire urbaine de Lapalisse）。自2020年起，拉帕利斯城市区被包含9个市镇的拉帕利斯城市辐射区代替。此外，还将拉帕利斯市镇整体看作一个“块区”（IRIS），以便于统计人口分布情况。

## 交通

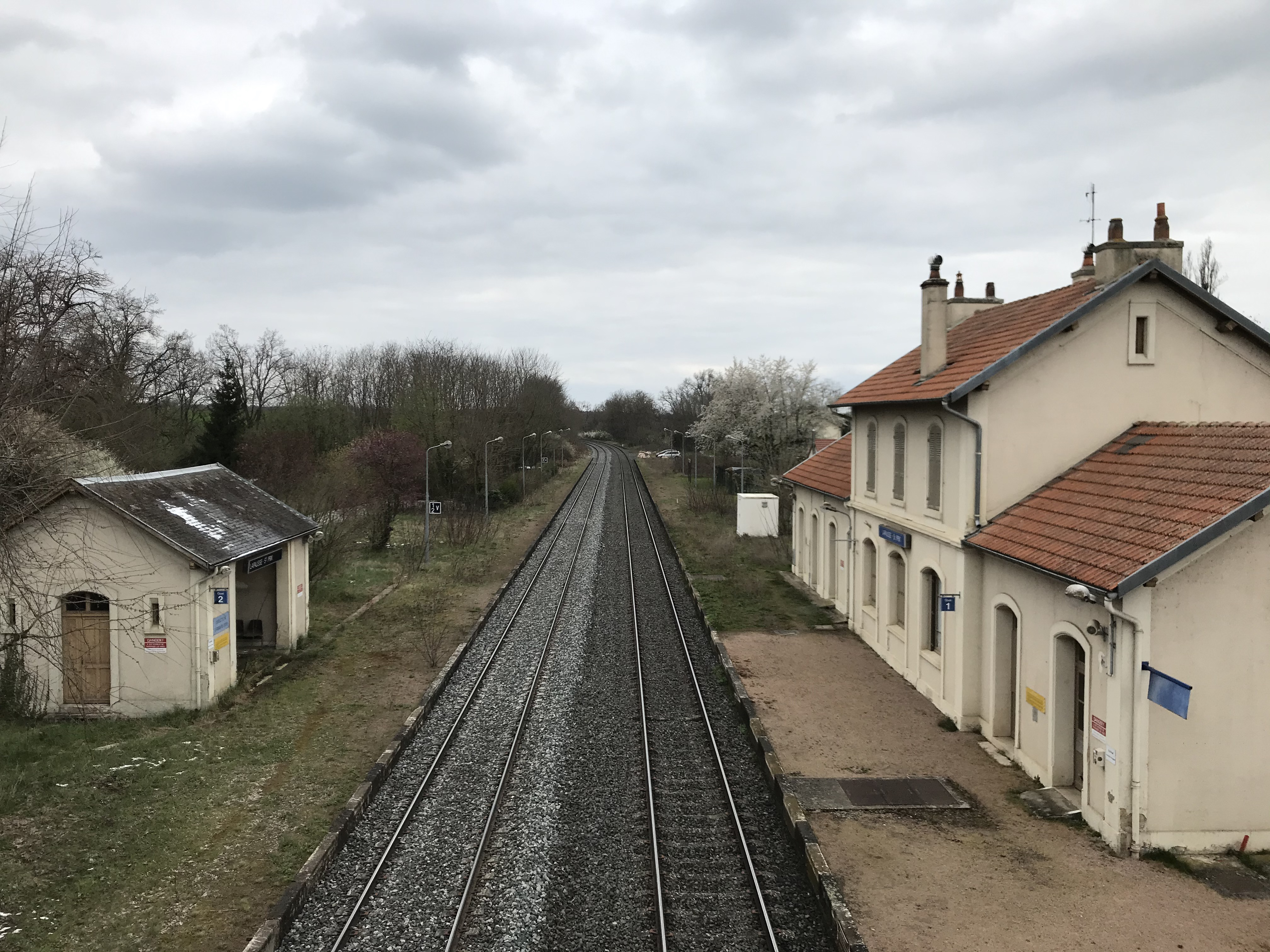
拉帕利斯-圣普里火车站站台

### 公路
法国国道N7线和阿列省省道D7线、D61线、D124线、D423线、D480线和D907线在拉帕利斯境内交汇。奥弗涅-罗讷-阿尔卑斯大区下属的城际客运提供巴士线路，可前往维希和勒东容。
| 24 | 37 |

| 付费 | 32 |

| 穆兰 | 48 |

| 阿列河畔瓦雷讷 | 21 |

| 维希 | 24 |

| 圣日耳曼代福塞 | 19 |

| 罗阿讷 | 49 |

| 迪关 | 43 |

2019年，68.9%的拉帕利斯家庭拥有至少一辆私人汽车。2019年，拉帕利斯境内共发生各类交通事故2起，造成2人受伤，其中2人重伤。

### 铁路
拉帕利斯位于莫雷－里昂铁路上，拉帕利斯-圣普里站位于市区南部，该站于2012年因客流较小而关闭。
距离拉帕利斯最近的运营中的客运铁路车站为19公里外的圣日耳曼代福塞站，该站停靠往返于里昂和南特之间的城际列车，以及往返于穆兰和克莱蒙费朗一线的区域列车。

### 航空
距离拉帕利斯最近的民用航空站为克莱蒙费朗机场，距离拉帕利斯市中心的公路里程约93公里。

### 城市公共交通
截至2023年3月，拉帕利斯暂无城市公共交通系统。

## 政治

### 市政内阁

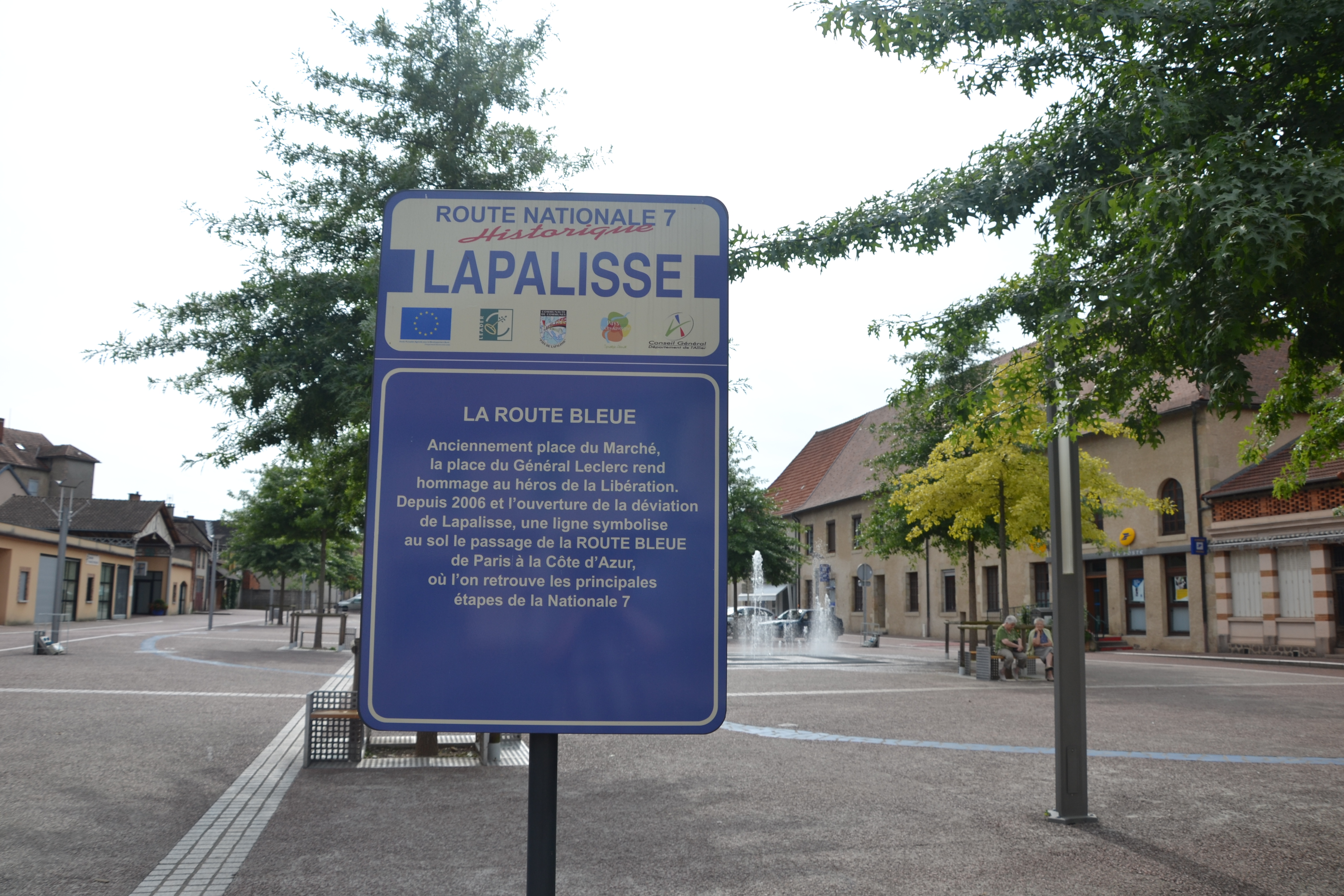
拉帕利斯的一处路牌

拉帕利斯的现任市长为雅克·德沙巴纳先生（Jacques DE CHABANNES），他是激进运动的一名成员，在2020年的市政选举中获得了100.00%的支持率（无其他候选人）。
| 拉帕利斯历届市长       | 拉帕利斯历届市长                   | 拉帕利斯历届市长                 |
| 任期                   | 市长                               | 党派                             |
| ---------------------- | ---------------------------------- | -------------------------------- |
| （1959年以前资料暂缺） |                                    |                                  |
| 1959年－1971年         | Lucien COLON 吕西安·科隆           | RI独立激进党                     |
| 1971年－1995年         | François GRÈZE 弗朗索瓦·格雷兹     | PS社会党                         |
| 1995年－2007年         | Bernard LE PROVOST 贝尔纳·勒普罗沃 | RPR保衛共和聯盟 →UMP人民运动联盟 |
| 2007年－2008年         | Louis VILLECOURT 路易·维尔库尔     | 無黨籍                           |
| 2008年－               | Jacques DE CHABANNES 雅克·德沙巴纳 | PRG左派激進黨 →MR激进运动        |

### 各级选举
| 拉帕利斯历届投票选举结果 | 拉帕利斯历届投票选举结果 | 拉帕利斯历届投票选举结果 | 拉帕利斯历届投票选举结果 | 拉帕利斯历届投票选举结果      | 拉帕利斯历届投票选举结果 | 拉帕利斯历届投票选举结果 | 拉帕利斯历届投票选举结果      | 拉帕利斯历届投票选举结果 | 拉帕利斯历届投票选举结果 |
| 选举项目                 | 选举范围                 | 选区单位                 | 选区单位内的选举结果     | 选区单位内的选举结果          | 选区单位内的选举结果     | 选区单位内的选举结果     | 选区单位内的选举结果          | 选区单位内的选举结果     | 参考资料                 |
| 选举项目                 | 选举范围                 | 选区单位                 | 第一轮胜出者             | 第一轮胜出者                  | 支持率                   | 第二轮胜出者             | 第二轮胜出者                  | 支持率                   | 参考资料                 |
| ------------------------ | ------------------------ | ------------------------ | ------------------------ | ----------------------------- | ------------------------ | ------------------------ | ----------------------------- | ------------------------ | ------------------------ |
| 2017年法國總統選舉       | 法國                     | 市镇                     |                          | 埃马纽埃尔·马克龙             | 24.67%                   |                          | 埃马纽埃尔·马克龙             | 62.08%                   | [ 28 ]                   |
| 2017年法国立法选举       | 阿列省第三选区           | 市镇                     |                          | 雅克·德沙巴纳                 | 45.44%                   |                          | 贝内迪克特·佩罗尔             | 59.22%                   | [ 28 ]                   |
| 2019年欧洲议会选举       | 法國                     | 市镇                     |                          | 若尔当·巴尔代拉               | 27.65%                   | （不适用）               | （不适用）                    | （不适用）               | [ 30 ]                   |
| 2021年法国省级选举       | 阿列省                   | 县                       |                          | 马尔蒂娜·阿尔诺 雅克·德沙巴纳 | 46.85%                   |                          | 马尔蒂娜·阿尔诺 雅克·德沙巴纳 | 53.52%                   | [ 31 ]                   |
| 2021年法国省级选举       | 阿列省                   | 市镇                     |                          | 马尔蒂娜·阿尔诺 雅克·德沙巴纳 | 66.97%                   |                          | 马尔蒂娜·阿尔诺 雅克·德沙巴纳 | 72.37%                   | [ 31 ]                   |
| 2021年法国大区选举       |                          | 市镇                     |                          | 洛朗·沃基耶                   | 61.37%                   |                          | 洛朗·沃基耶                   | 70.42%                   | [ 32 ]                   |
| 2022年法国总统选举       | 法國                     | 市镇                     |                          | 玛丽娜·勒庞                   | 32.27%                   |                          | 玛丽娜·勒庞                   | 51.26%                   | [ 28 ]                   |
| 2022年法国立法选举       | 阿列省第三选区           | 市镇                     |                          | 康坦·朱利安                   | 24.45%                   |                          | 尼古拉·雷                     | 58.92%                   | [ 28 ]                   |

## 人口
2019年，拉帕利斯市镇人口数量为3,144，在法国排名第3,548位。其中男性1,460人，女性1,684人，75岁及以上人口占15.7%，外籍人口数量为70人，人口密度为95人/平方公里，当地居民被称为（男性）或（女性）。2020年，拉帕利斯境内出生21人，死亡人口91人。
| 拉帕利斯1901年－2020年人口变化情况 |
|                                    |
| 数据来源：Cassini、INSEE           |

## 经济
拉帕利斯是一个区域性的中心城市。截止2023年3月，拉帕利斯市镇范围内共有各类用人单位（包含自雇）474家，平均历史为20年，其中99.61%为中小型企业（PME），2023年1月至3月间，当地的经济活力指数为0.63%。（公路货运物流）、（交通运输）及（暖通安装）是当地2021年营业额最高的三个企业，分别为34,671,452欧元、2,922,368欧元和2,158,897欧元。

## 财政与居民收入
2021年，拉帕利斯的财政收入总额为1,749,580欧元，财政支出总额为1,052,700欧元，当年的债务总额为467,810欧元。2021年，拉帕利斯市镇通过增值税获得69,550欧元的收入，此外当地还共获得了180,930欧元的国家直接财政补助。
2020年，拉帕利斯的人均月收入总额为1,832欧元，其中高级职员为3,155欧元，低于法国平均水平（4,230欧元）；中级职员为2,098欧元，低于法国平均水平（2,411欧元）；普通职员为1,589欧元，亦低于法国平均水平（1,740欧元）。
2019年，拉帕利斯境内的贫困率为17%，青壮年（15至64岁）失业率为14.2%；当地42.7%的家庭拥有纳税资格，平均纳税1,705欧元，低于法国平均水平（3,910欧元）。

## 社会事务

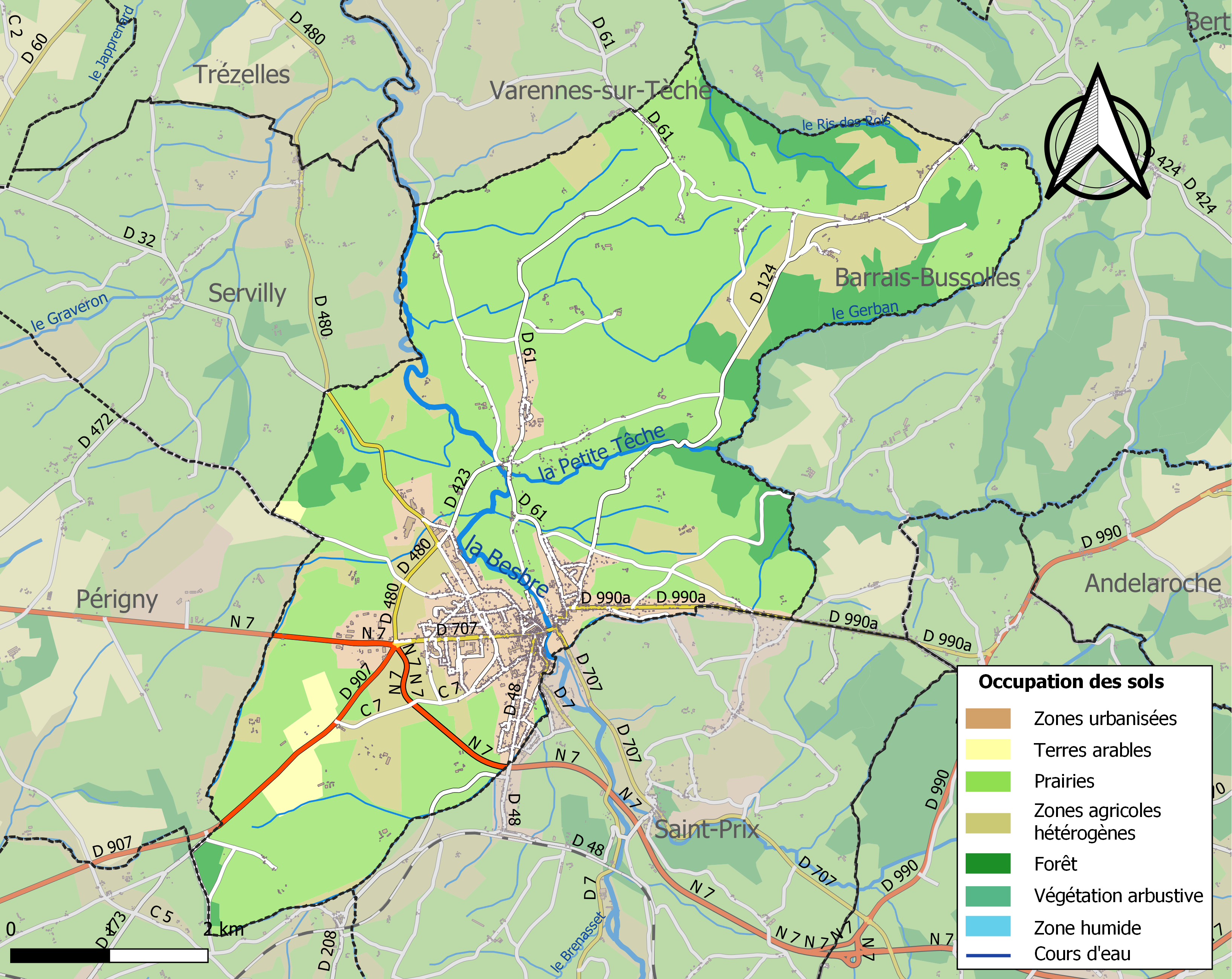
拉帕利斯土地利用情况地图

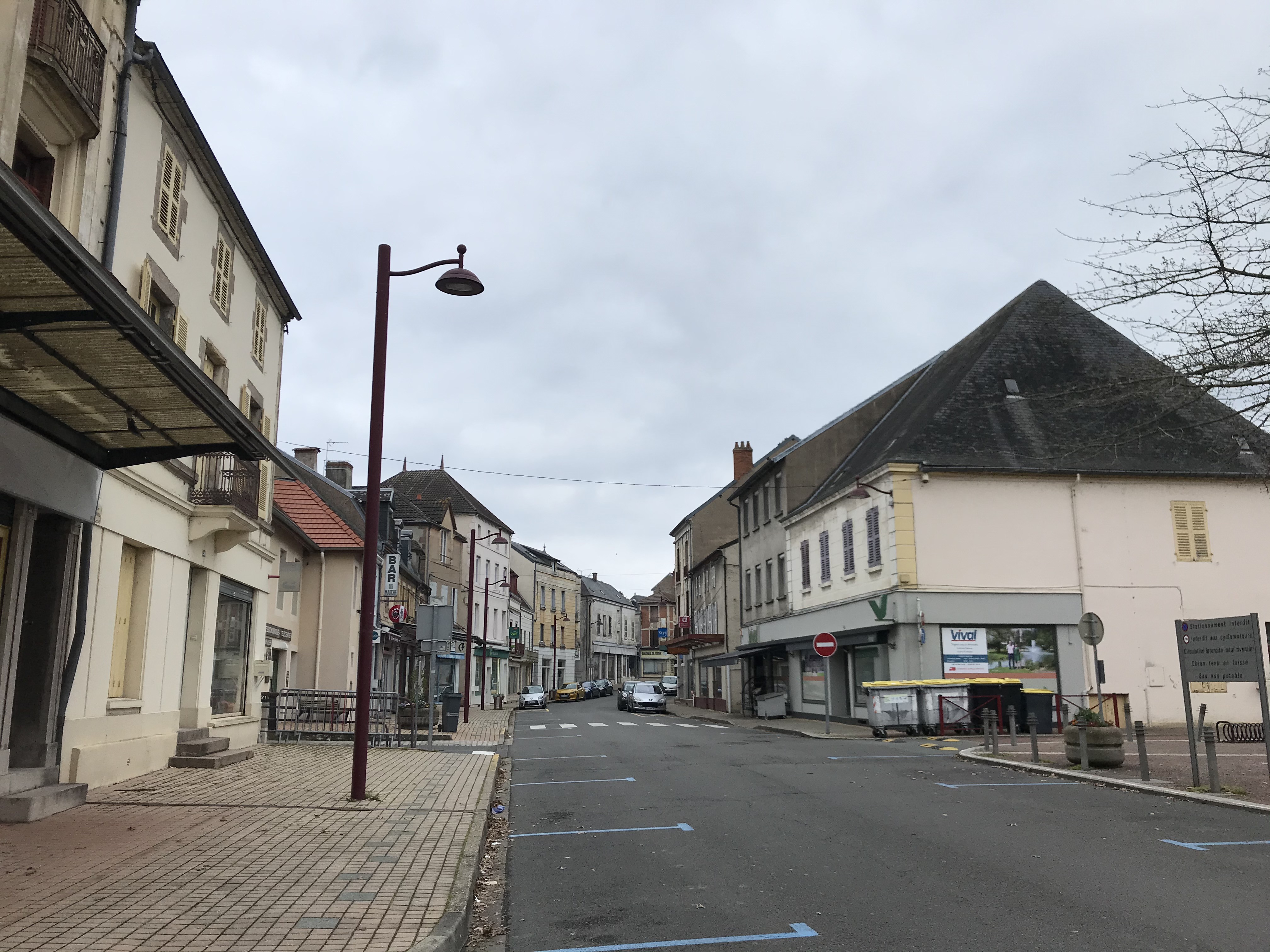
拉帕利斯镇中心的丘吉尔街

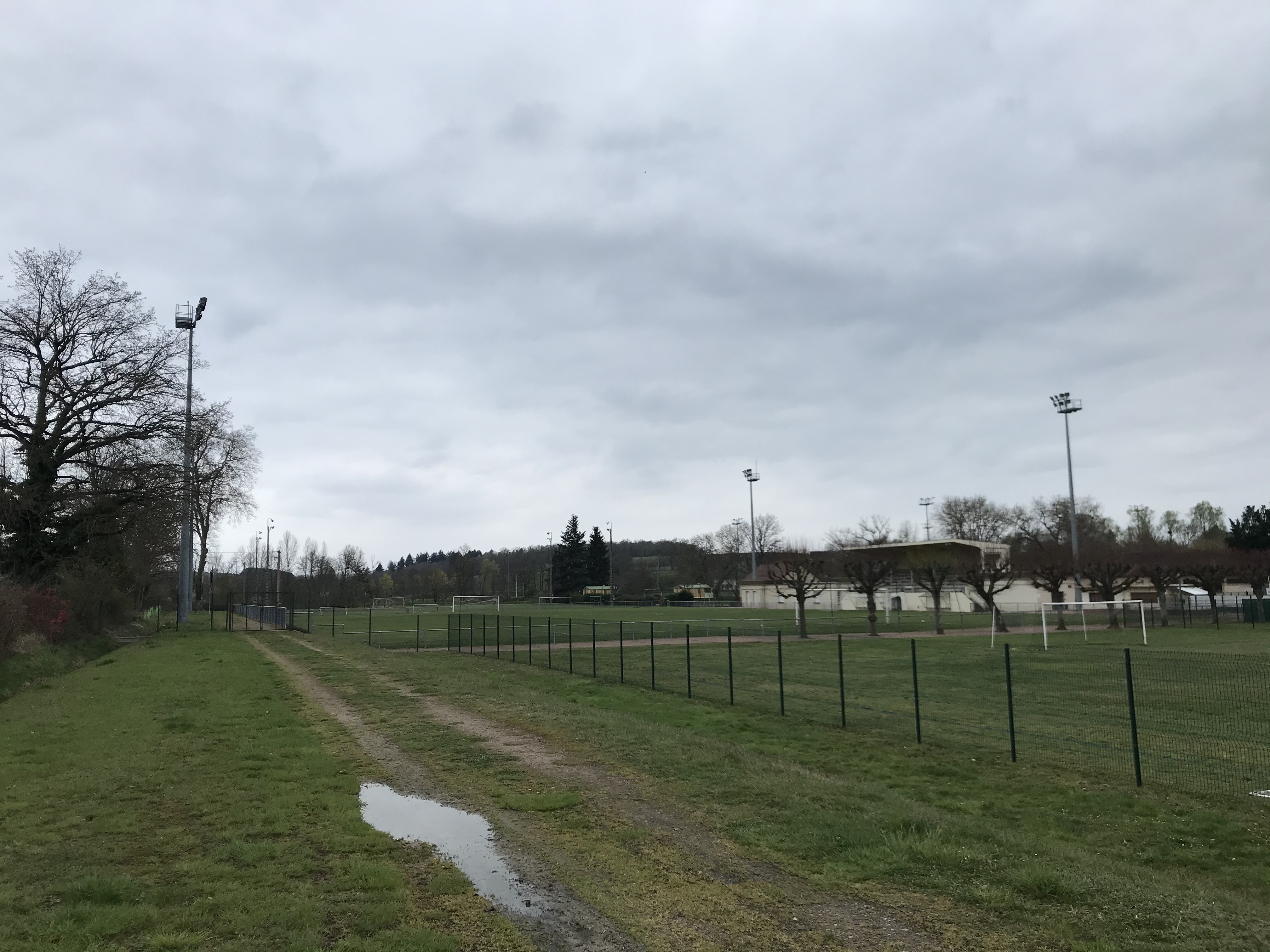
拉帕利斯的一处足球场

### 教育
拉帕利斯属于克莱蒙费朗学区。截止2021年1月1日，拉帕利斯境内共有1所幼儿园、1所小学和1所初级中学。2021至2022学年度，拉帕利斯境内共有在校中等教育阶段学生377名。

### 医疗
截止2021年1月1日，拉帕利斯境内共有全科医生4名、保健师7名、牙医2名、护士12名和助产士1名。境内共有药房2家。
距离拉帕利斯最近的区域性医疗机构为维希中心医院（Centre Hospitalier de Vichy），其主病区（Hôpital Jacques Lacarin）位于维希市区，距离拉帕利斯市区的正常车程在30分钟以内，该院设有床位823个，是当地规模最大的公立综合性医院。

### 住房
2019年，拉帕利斯境内共有各类住房1,774套，其中72.3%为独立式居民区，27.6%为集中式居民区。常住房屋占拉帕利斯市镇范围内居民建筑总量的81.8%。
在住房保障政策方面，2021年，拉帕利斯境内共有345户家庭获得了住房经济补助，受益人数占总人口数量的11.0%，其中336份为房租补助。

### 商业
2021年，拉帕利斯境内共有各类实体商铺92家，其中餐厅10家、大型超市4家、杂货店3家、面包房4家、肉铺1家、书店1家、装饰品店3家、银行门店1家、美容美发店7家、汽车维修店10家。市区西北部建有Intermarché大型购物商场。

### 体育
2021年，拉帕利斯境内共有1家游泳池、1间体育馆、2处网球场、1处马术场以及1处足球或橄榄球场。
截至2023年3月，拉帕利斯境内共有两家注册足球俱乐部。拉帕利斯友谊足球联盟（Association Amicale Lapalisse Football，编号506269）是当地的代表性足球队，成立于1920年，其主队2022至2023赛季参加奥弗涅-罗讷-阿尔卑斯大区足球联赛甲组（法国第六级别），其主场为阿贝尔·谢尔维耶球场（Stade Abel Chervier）。

### 环境
拉帕利斯的环境事务由其所属的拉帕利斯地区市镇公共社区联合各级政府协调负责。2021年，拉帕利斯境内暂无污染企业。

### 治安
2021年，拉帕利斯市镇范围内共有1处宪兵队。
拉帕利斯及其附近的共141个市镇是维希国家宪兵队（zone gendarmerie de Vichy）的管辖范围。2020年，该宪兵队累计记录各类案件2,455起，其中盗窃类案件1,180起，经济类案件394起，毒品交易类案件79起。

## 文化

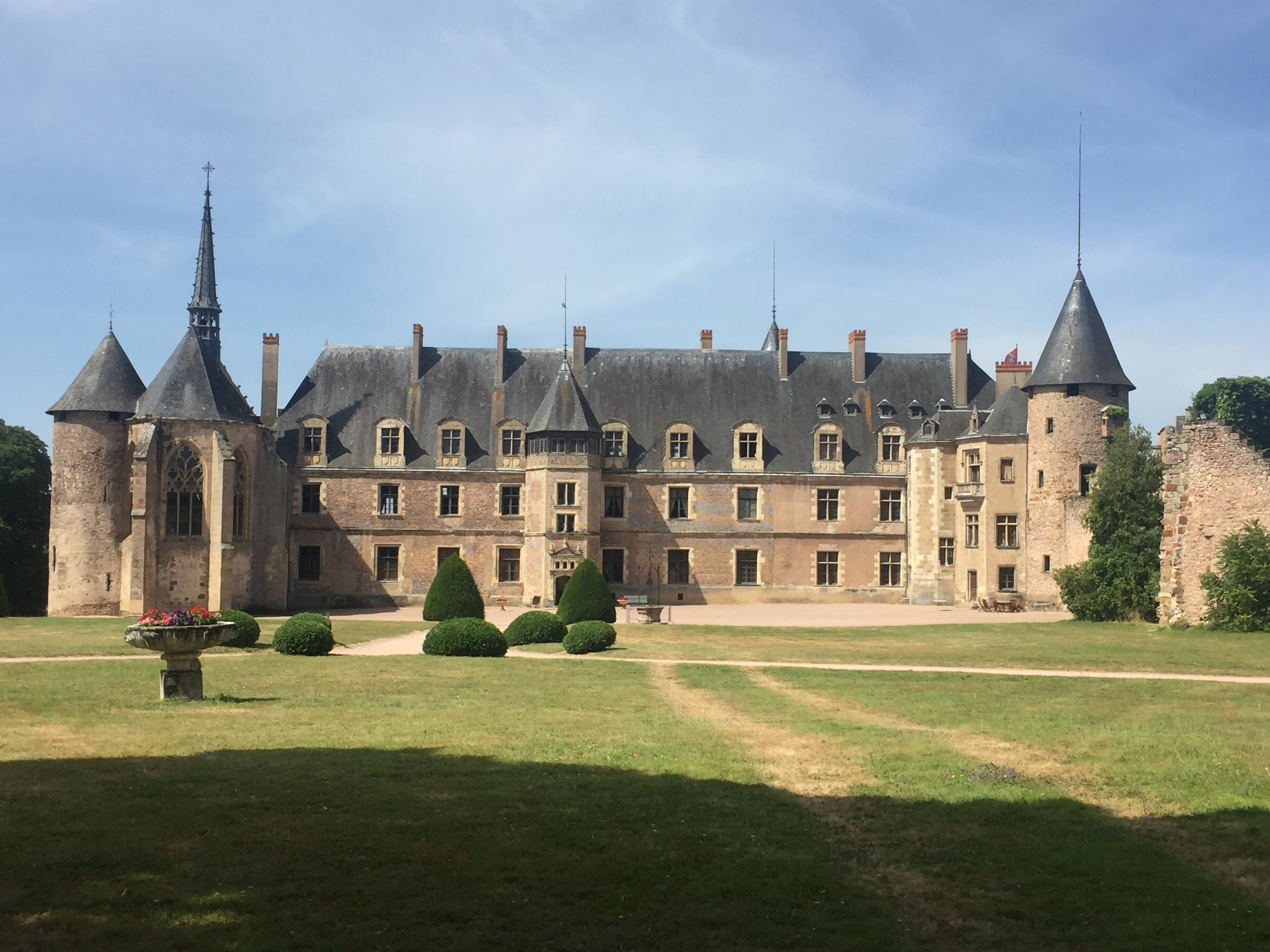
拉帕利斯城堡

2021年，拉帕利斯境内暂无任何文化设施。拉帕利斯境内建有“拉帕利斯地区多媒体中心”（Médiathèque Pays de Lapalisse），每周二至六向公众开放。

### 建筑
拉帕利斯境内有多处历史建筑，位于镇中心贝布尔河右岸的拉帕利斯城堡是法国国家文物保护单位，也是当地的地标性建筑物。

### 旅游
拉帕利斯的旅游事务由其所属的拉帕利斯地区市镇公共社区及阿列省协调负责。2022年，拉帕利斯境内共有3家酒店共计30间房间；另有1个露营地，可容纳共65辆露营车。

### 媒体
法国主要的媒体均可在拉帕利斯接收，法国电视三台下属的奥弗涅-罗讷-阿尔卑斯大区频道在部分时段播出拉帕利斯所在阿列省的地方新闻。《山地报》、蓝色法兰西奥弗涅地区广播、震动广播、Scoop广播等是当地主要的地方性媒体。

## 相关人物
法国钢琴调音师克洛德·蒙塔尔、女政治家让娜·拉布尔布和指挥家埃米尔·布尔东出生于拉帕利斯。

## 友好城市
截至2023年3月，拉帕利斯暂未建立任何友好城市关系。